# Piperacilină
Piperacilina este un antibiotic din clasa penicilinelor, subclasa ureidopeniciline, fiind utilizat în tratamentul unor infecții bacteriene. Printre acestea se numără infecțiile severe, complicate produse de bacterii Gram-negative, inclusiv cele cu Pseudomonas aeruginosa. Este adesea asociată în terapie cu un inhibitor de beta-lactamază precum tazobactam sub denumirea de Tazocin. Calea de administrare disponibilă este intravenoasă. 
Molecula a fost patentată în anul 1974 și a fost aprobată pentru uz medical în anul 1981.